# Guéré (ciudad)

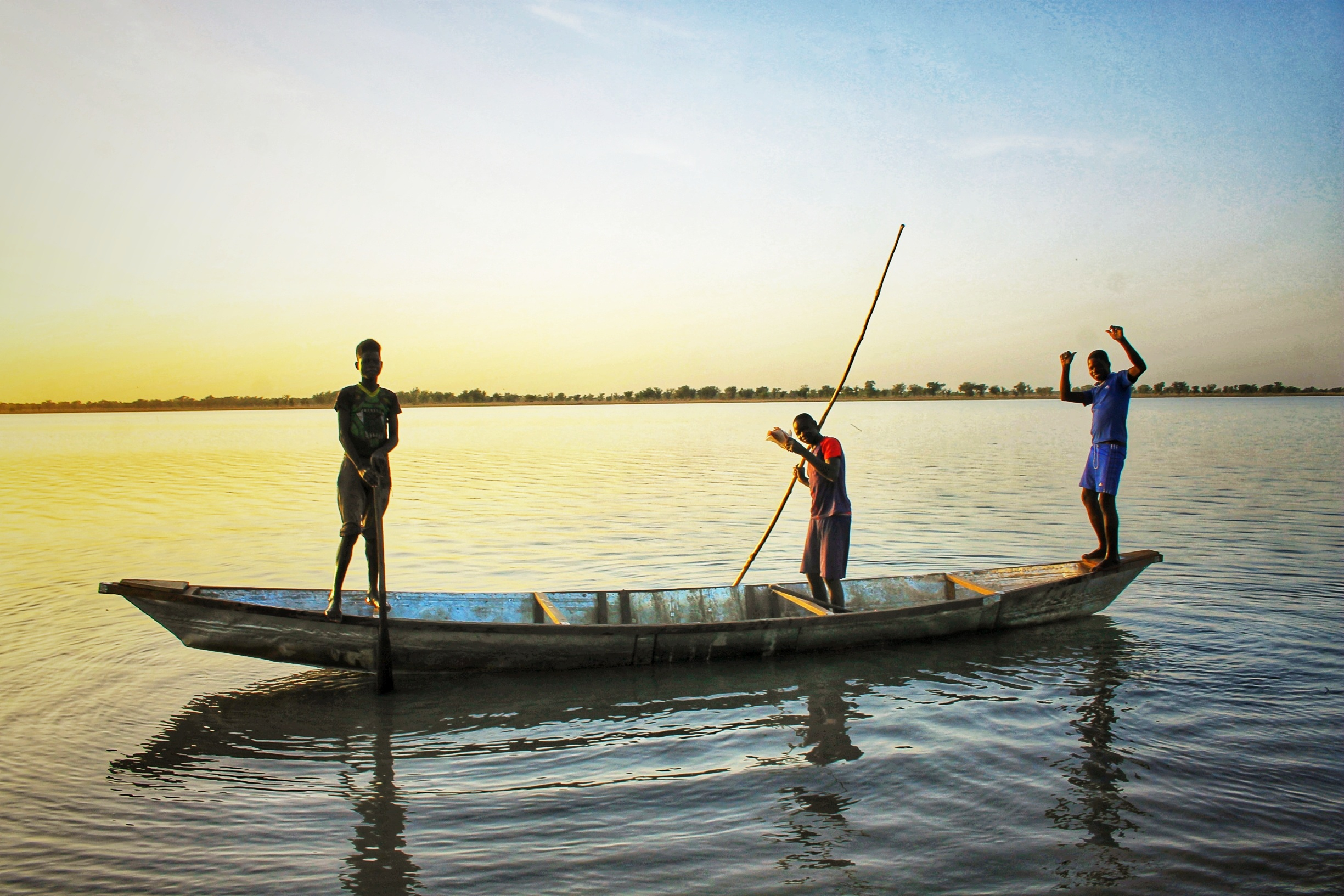
Pescadores en el lago de Guéré

Guéré es una comuna camerunesa perteneciente al departamento de Mayo-Danay de la región del Extremo Norte.
En 2005 tiene 38 328 habitantes, de los que 3368 viven en la capital comunal homónima.
Se ubica unos 100 km al este de Kaélé.

## Localidades
Comprende, además de la ciudad de Guéré, las siguientes localidades:
- Arkouna
- Bangana
- Bardouki
- Bongor
- Dahao
- Dangabissi
- Danigue
- Daniké
- Djedel
- Djougoumta
- Doussaye
- Fourgana
- Garam
- Gaoyanga
- Goufka
- Gounouda
- Gouroum
- Holom
- Kononay
- Loko
- Massa Ika
- Massa Koudwéta
- Miogoy
- Mouka
- Moutang
- Naïde
- Ngaïna
- Nguering
- Noulda
- Pourhana
- Suana
- Warkalak